# Sune Bergström
Pour les articles homonymes, voir Bergström.
Sune Karl Bergström, né le 10 janvier 1916 à Stockholm et mort le 15 août 2004 dans la même ville, est un biochimiste suédois. Il a obtenu en 1977, un prix Lasker et en 1982 le prix Nobel de physiologie ou médecine, qu'il partage avec Bengt Samuelsson et John Vane, pour des travaux sur la prostaglandine.
Il est le père de Svante Pääbo (né en 1955), lui-meme prix Nobel de physiologie et de médecine en 2022.

## Biographie
Sune Bergström nait le 10 janvier 1916 à Stockholm. En 1943, Bergström épouse Maj Gernandt, morte en 2007. Il a deux fils : le homme d'affaires Rurik Reenstierna, avec Maj Gernandt, et le généticien évolutionniste Svante Pääbo (lauréat du prix Nobel de physiologie ou médecine en 2022), issu d'une liaison extraconjugale avec Karin Pääbo, une chimiste estonienne. Les deux fils naissent en 1955 et Rurik apprend l'existence de son demi-frère Svante seulement autour de 2004.
Bergström est élu membre de l'Académie royale des sciences de Suède en 1965, puis président en 1983. En 1965, il est également élu membre de l'Académie royale des sciences de l'ingénieur de Suède. En 1966, il est élu membre honoraire étranger de l'Académie américaine des arts et des sciences. Il est également membre de la Académie nationale des sciences des États-Unis et de la Société américaine de philosophie,. 
En 1975, il est nommé membre du conseil d'administration de la Fondation Nobel en Suède et reçoit le prix Louisa Gross Horwitz de l'Université Columbia, conjointement avec Bengt I. Samuelsson. 
Bergström reçoit le prix Cameron de thérapeutique de l'Université d'Édimbourg en 1977. En 1985, il est nommé membre de l'Académie pontificale des sciences et reçoit la médaille Illis quorum.
En 1982, il partage le prix Nobel de physiologie ou médecine avec Bengt I. Samuelsson et John R. Vane pour leurs découvertes concernant les prostaglandines et les substances apparentées.
Il meurt le 15 août 2004 à Stockholm.